# Placidus Hieber von Greifenfels
Placidus Hieber von Greifenfels OSB (* 22. Oktober 1615 in Füssen; † 12. September 1678 in Lambach) war Abt des Stiftes Lambach.

## Leben und Wirken
Er trat 1631 in das Stift Lambach ein. Er studierte in Graz und Salzburg Theologie und wurde 1638 Diakon; im selben Jahr wurde er Prior seines Stiftes. Erst ein Jahr später, im Dezember 1639, wurde er zum Priester geweiht, und als man ihn im Mai 1640 zum Abt erwählte, ergab sich der einmalige Fall, dass er in einem Zeitraum von weniger als zwei Jahren Prior, Priester und Abt geworden war. Obwohl er sein 25. Lebensjahr noch nicht vollendet hatte, fielen doch die meisten der Wahlstimmen auf P. Placidus.
Die Bedeutung des Abtes liegt weniger auf geistigem Gebiet oder auf dem des öffentlichen Wirkens. Seine Verdienste lagen in den baulichen und politischen Leistungen für sein Stift. Er gilt, wie es oft von baufreudigen Barockprälaten mittelalterlicher Klöster gesagt wird, als „Zweiter Gründungsabt“ des Klosters.
Dreimal wurde er zum Verordneten des Prälatenstandes gewählt, und zwar 1653, 1666 und 1677. Er wurde 1664 vom Bischof von Wien zum Apostolischen Nuntius ernannt; dies war eine Anerkennung der Kirche dafür, dass es Hieber gelungen war, jene Bestimmung rückgängig zu machen, nach welcher jedes Stift ein Drittel seines Einkommens zur Deckung der Kriegskosten gegen die Türken abliefern sollte.
Während seiner Amtszeit war Lambach für eine glänzende, barocke Gastfreundschaft und strahlende Feste bekannt. Aufgrund seiner gesellschaftlichen Stellung und seiner Freundschaft mit dem Adel waren Kaiser und Kaiserin, andere Mitglieder des Herrscherhauses und viele geistliche und weltliche Würdenträger Gäste des Abtes. Besonders feierlich war der Empfang für Kaiser Leopold am 9. September 1658, als er von der Kaiserkrönung in Frankfurt zurückkehrte.  Begünstigt wurde dieser Zustrom an Gästen durch die Lage des Stiftes an der Hauptstraße durch Oberösterreich. War an einem Werktag wirklich kein Besucher zu Gast, dann lud der Abt zwei seiner Konventualen zur mensa abbatis, dem Tisch des Abtes.

## Vergiftung und Tod
Sein Lebensstil wurde von manchen Mitbrüdern wohl kritisch beurteilt. Am Freitag, dem 9. September 1678 speiste er mit einigen Konventualen und wurde vergiftet. Die übrigen Erkrankten (seine damaligen Tischgenossen) konnten gerettet werden, aber Abt Placidus starb am 12. September 1678 im Alter von 63 Jahren um 11 Uhr. P. Ernest Fischer, der Küchenmeister des Stiftes, gestand später seine Schuld am Mord. Er schied aus dem geistlichen Stand und wurde am 29. November von der weltlichen Gerichtsbarkeit hingerichtet.